# Бхабар
Бхабар — регіон на південь від Нижній Гімалаїв та пагорбів Шивалік, де гори остаточно переходять на Індо-Гангську рівнину. Назва регіону походить від місцевої назви рослини, Eulaliopsis binata, що використовується для ворибництва мотузок та папіру.